# Cyanea (plante)
Pour les articles homonymes, voir Cyanea.
Genre
Classification APG III (2009)
Cyanea est un genre de plantes à fleurs appartenant à la famille des Campanulaceae.  Toutes ses espèces sont endémiques d'Hawaï.

## Espèces
- Cyanea aculeatiflora Rock (est de Maui)
- Cyanea acuminata (Gaudich.) Hillebr. (Oʻahu)
- Cyanea angustifolia (Cham.) Hillebr. (Oʻahu, Molokaʻi, Lānaʻi, Maui)
- Cyanea arborea Hillebr. (est de Maui †)
- Cyanea asarifolia H.St.John (Kauaʻi)
- Cyanea asplenifolia (H.Mann) Hillebr. (Maui)
- Cyanea calycina Lammers (Oʻahu)
- Cyanea comata Hillebr. (est de Maui †)
- Cyanea copelandii Rock (est de Maui à Hawaï)
- Cyanea coriacea (A.Gray) Hillebr. (Kauaʻi)
- Cyanea crispa Gaudich. (Oʻahu)
- Cyanea degeneriana F. Wimmer (Hawaï)
- Cyanea dolichopoda Lammers & Lorence (Kauaʻi †)
- Cyanea dunbarii Rock (Molokaʻi †)
- Cyanea eleeleensis (H.St.John) Lammers (Kauaʻi)
- Cyanea elliptica (Rock) Lammers (Lānaʻi, Maui)
- Cyanea fauriei H.Lév (Kauaʻi)
- Cyanea fissa (H.Mann) Hillebr. (Kauaʻi)
- Cyanea giffardii Rock (Hawaï †)
- Cyanea glabra (F.Wimmer) H.St.John (est de Maui †)
- Cyanea grimesiana Gaudich. (Oʻahu, Molokaʻi, Lānaʻi, Maui, Hawaï †)
- Cyanea habenata (H.St.John) Lammers (Kauaʻi)
- Cyanea hamatiflora Rock (est de Maui, Hawaï)
- Cyanea hardyi Rock (Kauaʻi)
- Cyanea hirtella (H.Mann) Hillebr. (Kauaʻi)
- Cyanea horrida (Rock) O.Deg. & Hosaka - Hāhā nui (est de Maui)
- Cyanea humboldtiana Gaudich. (Oʻahu)
- Cyanea kahiliensis (H.St.John) Lammers (Kauaʻi)
- Cyanea kolekoleensis (H.St.John) Lammers (Kauaʻi)
- Cyanea koolauensis Lammers Givnish & Sytsma (new name for Rollandia angustifolia) (Oʻahu)
- Cyanea kuhihewa Lammers
- Cyanea kunthiana Hillebr. (Maui)
- Cyanea lanceolata Gaudich. (Oʻahu)
- Cyanea leptostegia A.Gray - Hāhā lua (Kauaʻi)
- Cyanea linearifolia Rock (Kauaʻi †)
- Cyanea lobata H.Mann (Lānaʻi, ouest de Maui)
- Cyanea longissima (Rock) H.St.John (est de Maui †)
- Cyanea longiflora Wawra (Oʻahu)
- Cyanea macrostegia Hillebr. (Lānaʻi, Maui)
- Cyanea mannii (Brigham) Hillebr. (Molokaʻi)
- Cyanea marksii Rock (Kona Nord et Kona Sud à Hawaï)
- Cyanea mceldowneyi Rock (est de Maui)
- Cyanea membranacea Rock (Oʻahu)
- Cyanea obtusa (A.Gray) Hillebr. (Maui †)
- Cyanea parvifolia C.N.Forbes (Kauaʻi)
- Cyanea pilosa A.Gray (Hawaï)
- Cyanea pinnatifida (Cham.) F.Wimmer (Oʻahu)
- Cyanea platyphylla (A.Gray) Hillebr. - ʻAkūʻakū (Hawaï)
- Cyanea pohaku Lammers (est de Maui †)
- Cyanea procera Hillebr. (Molokaʻi †)
- Cyanea profuga C.N.Forbes (Molokaʻi †)
- Cyanea purpurellifolia Rock (Oʻahu)
- Cyanea pycnocarpa (Hillebr.) F.Wimmer (Hawaï †)
- Cyanea quercifolia (Hillebr.) F.Wimmer (est de Maui †)
- Cyanea recta (Wawra) Hillebr. (Kauaʻi †)
- Cyanea scabra Hillebr. (ouest de Maui)
- Cyanea shipmanii Rock (Hawaï)
- Cyanea solenacea Hillebr. - Pōpolo (Molokaʻi)
- Cyanea solenocalyx Hillebr. - Pua kala (Molokaʻi)
- Cyanea spathulata (Hillebr.) A.Heller (Kauaʻi)
- Cyanea st-johnii Hosaka (Oʻahu)
- Cyanea stictophylla Rock (Kona Nord, Kona Sud et Kaʻū à Hawaï)
- Cyanea superba (Cham.) A.Gray (Oʻahu)
- Cyanea sylvestris A.Heller (Kauaʻi)
- Cyanea tritomantha A.Gray - ʻAkūʻakū (Hawaï)
- Cyanea truncata (Rock) Rock (Oʻahu)
- Cyanea undulata C.N.Forbes (Kauaʻi †)